# Поліптих святого Луки
«Поліптих святого Луки» (італ. Polittico di San Luca) — картина італійського живописця Андреа Мантеньї. Створена у 1455 році. Зберігається в Пінакотеці Брера у Мілані (в колекції з 1811 року).

## Опис
Поліптих був написаний для церкви св. Юстини у Падуї і вважається раннім шедевром Мантеньї. Живописні частини твору збереглись у хорошому стані, хоча було втрачене оригінальне різьблене облямування.
Дотримуючись традиційної схеми поліптиху (два яруси дощок, золотий фон), художник показав високу майстерність у послідовній просторовій побудові композиції. Наприклад, всі фігури нижнього ряду міцно стоять на мармуровій підлозі, що тане в перспективі. Майстерність передачі простору і об'ємів є результатом перебування Мантеньї в Падуї, де він вивчав творчість Донателло. Гуманістична культура Падуї відобразилась в концепції, на архітектурних деталях, що імітують кольоровий мармур, і на монументальності фігур, що нагадують бронзові статуї, створені Донателло для головного вівтаря базиліки св. Антонія.
Центральна фігура святого Луки поміщена за незвичний круглий стіл, що спирається на колону, що свідчить про гарне володіння художника перспективою.